# Brioude
Brioude (en occitano Briude) es una ciudad francesa, situada en el departamento de Alto Loira, en la región de Auvernia-Ródano-Alpes.

## Demografía
Tiene una población de 6.820 habitantes (1999), que reciben el nombre de Brivadois.
| 6184 | 7195 | 7773 | 7483 | 7285 | 6820 |
| Para los censos de 1962 a 1999 la población legal corresponde a la población sin duplicidades (Fuente: INSEE [Consultar]) |      |      |      |      |      |

## Monumentos
- Basílica de San Julián de Brioude
- Museo del salmón.
- Museo sobre prendas de encaje.